# Tickfaw
Tickfaw é uma vila localizada no estado americano de Luisiana, na Paróquia de Tangipahoa.

## Demografia
Segundo o censo americano de 2000, a sua população era de 617 habitantes.
Em 2006, foi estimada uma população de 683, um aumento de 66 (10.7%).

## Geografia
De acordo com o United States Census Bureau tem uma área de
4,1 km², dos quais 4,1 km² cobertos por terra e 0,0 km² cobertos por água.

## Localidades na vizinhança
O diagrama seguinte representa as localidades num raio de 16 km ao redor de Tickfaw.